# Kościół św. Wawrzyńca w Bobrownikach
Kościół św. Wawrzyńca – drewniany kościół katolicki z 2. połowy XIX wieku w Bobrownikach w powiecie będzińskim, wpisany do rejestru zabytków nieruchomych województwa śląskiego. Jest dawnym kościołem parafialnym w obecnym dekanacie sączowskim w diecezji sosnowieckiej.
Świątynia znajduje się na szlaku architektury drewnianej województwa śląskiego. W pobliżu kościoła przebiega  Szlak Historii Górnictwa Górnośląskiego.

## Historia
Na podciągu ściany tęczowej w kościele znajduje się napis: „WYSTAWIONY 1669 + ROZBUDOWANY 1889 + ODRESTAUROWANY 1953”. Informacji tych nie potwierdzają przeprowadzone w 2009 roku badania dendrochronologiczne. Zgodnie z wynikami badań obecne prezbiterium i zakrystię wybudowano w latach 1856–1857, z wykorzystaniem belek z 1522 i 1523 roku – być może z wcześniejszego kościoła. W roku 1889 postawiono nawę oraz dwie wieże.
W lipcu 2009 roku, podczas remontu, w wieży odnaleziono list w butelce, pochodzący z 1946 roku. Dokument zawierał opis stanu kościoła po wojnie oraz przeprowadzone wówczas remonty.

## Architektura
Kościół jest orientowany, drewniany, wybudowany w konstrukcji zrębowej, oszalowany deskami, na podmurówce. Nawa kościoła założona jest na rzucie zbliżonym do kwadratu, prezbiterium węższe, zamknięte trójbocznie. Od północnej strony prezbiterium znajduje się prostokątna zakrystia. Dachy gontowe, dwuspadowe, nad prezbiterium przechodzący w wielospadowy, w dachu – wieżyczka na sygnaturkę. W fasadzie znajdują się dwie symetryczne wieże, zwieńczone wysokimi ostrosłupowymi hełmami. Pomiędzy nimi znajduje się trójkątny szczyt.
We wnętrzu stropy płaskie. Ołtarz główny barokowy z XVII wieku, przedstawiający św. Wawrzyńca, przeniesiono w 1880 r. z Bytomia, z rozebranego kościoła św. Małgorzaty. Ołtarze boczne z XVIII wieku przedstawiają św. Barbarę i św. Stanisława Kostkę (dawniej św. Annę). Ambona z XVIII wieku. Organy z drugiej połowy XIX wieku, zbudowane przez Paula Berschdorfa z Nysy.

## Otoczenie
Przy kościele znajduje się współczesny, murowany kościół parafialny św. Wawrzyńca, zbudowany w latach 1993–2004.